# Schwarzer Turm (Wölfersheim)

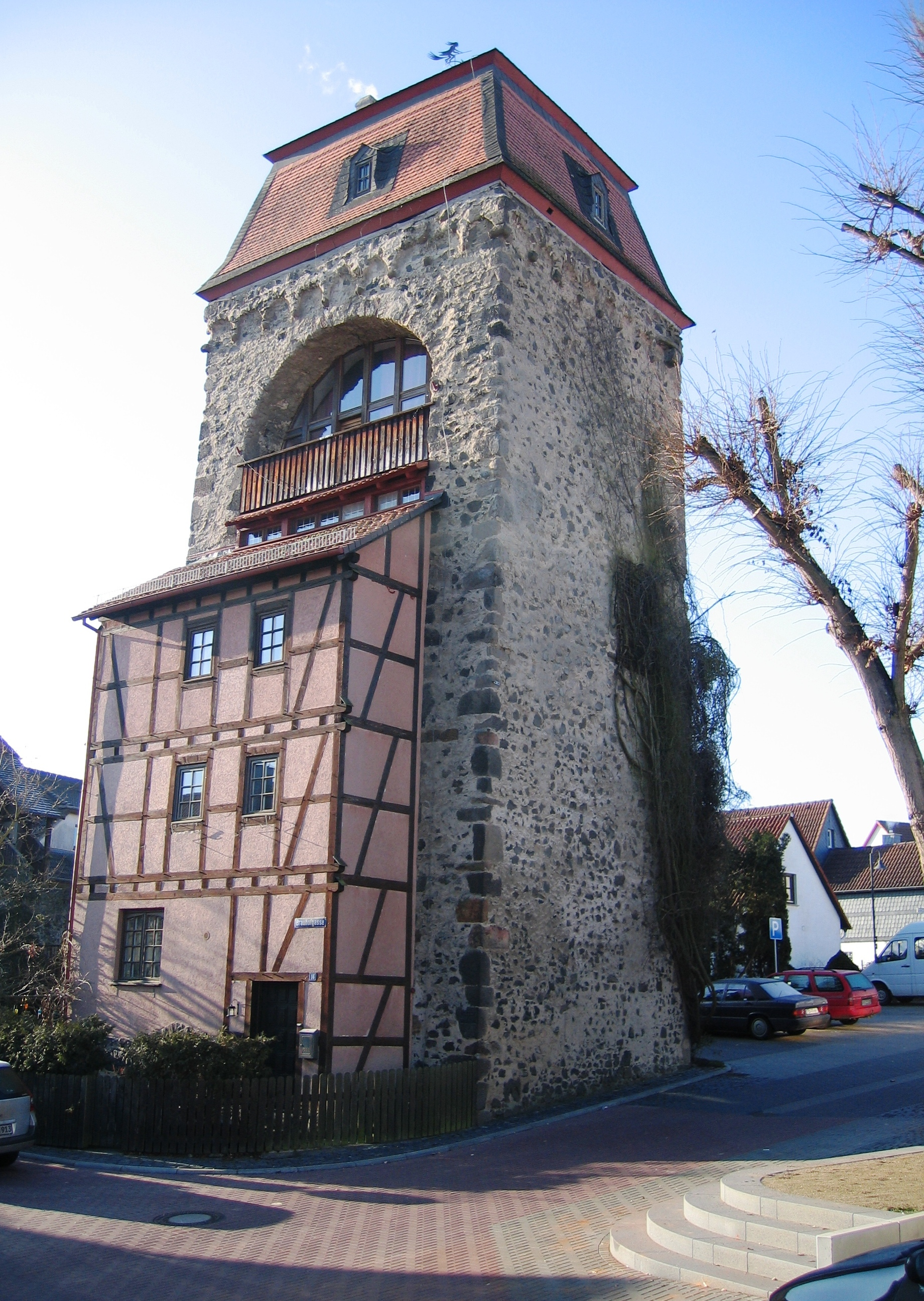
Schwarzer Turm in Wölfersheim

Der Schwarze Turm ist ein ehemaliger Wehrturm der mittelalterlichen Stadtbefestigung von dem Ortsteil Wölfersheim in der gleichnamigen Gemeinde im Wetteraukreis in Hessen.

## Architektur und Geschichte
Der rechteckige Schalenturm mit Ziegeldach hatte ursprünglich vier runde Wichhäuschen und ein höheres Dach, das mit Schiefer gedeckt war. Fertiggestellt wurde er zwischen dem 14. und 15. Jahrhundert, noch vor der Vollendung des Weißen Turms im Jahre 1408.
Die offene Rückseite verhinderte, dass mögliche eingedrungene Angreifer im Turm Deckung finden. Von den inneren Ortseite konnten so die Verteidiger die Eindringlinge unter Beschuss nehmen.
Eine Bewährungsprobe für die Befestigungsanlage, und somit auch für den Schwarzen Turm, waren die drei Angriffe aus dem Jahr 1425 von der Stadt Butzbach. Die Butzbacher holten dafür sogar die Kanonen von ihrer Stadtmauer.
Der Schwarze Turm erhielt im 19. Jahrhundert zur Ortsseite hin einen Fachwerkvorbau und wurde dann als Armenhaus genutzt.